# Tsuguhiko Kozuka
Tsuguhiko Kozuka (en japonais : 小塚嗣彦), né le 6 novembre 1946 à Aichi au Japon, est un patineur artistique japonais, triple champion du Japon de 1967 à 1969.

## Biographie

### Carrière sportive
Tsuguhiko Kozuka monte plusieurs fois sur le podium des championnats du Japon, dont trois fois sur la plus haute marche entre 1967 et 1969.
Il représente son pays à quatre mondiaux (1966 à Davos, 1967 à Vienne, 1968 à Genève et 1969 à Colorado Springs) et aux Jeux olympiques d'hiver de 1968 à Grenoble.
Il quitte les compétitions sportives en 1972.

### Reconversion
Après sa retraite sportive, il devient entraîneur dans son pays et juge international de patinage artistique. Il est le père du patineur Takahiko Kozuka, vice-champion du monde en 2011.

## Palmarès
| Compétition             | 1965 | 1966 | 1967 | 1968 | 1969 | 1970 | 1971 | 1972 |  |  |  |  |  |  |
| Jeux olympiques d'hiver |      |      |      | 21e  |      |      |      |      |  |  |  |  |  |  |
| Championnats du monde   |      | 19e  | 17e  | 14e  | 13e  |      |      |      |  |  |  |  |  |  |
| Championnats du Japon   | 2e   | 2e   | 1er  | 1er  | 1er  |      | 2e   | 3e   |  |  |  |  |  |  |
|                         |      |      |      |      |      |      |      |      |  |  |  |  |  |  |